# Giovanni Attanasio (Schauspieler, 1928)
Giovanni Attanasio (* 6. Januar 1928 in Neapel; † 7. Februar 1988 in Rom) war ein italienischer Schauspieler.

## Leben
Nach einem Abschluss in Rechtswissenschaften schloss sich Attanasio einem Bühnenensemble an und spielte 1955 eine kleine Rolle im Film Destinazione Piavarolo. Der Neben- und Charakterdarsteller wurde dann ab Ende der 1960er Jahre häufiger für Filme gebucht; daneben spielte er – muskulös und oft glatzköpfig – einige Fernsehrollen und arbeitete im Synchronstudio.

## Filmografie (Auswahl)
- 1968: Silvia e l'amore
- 1986: Momo